# Тихов (марсіанський кратер)
Тихов (англ. Tikhov) — метеоритний кратер у квадранглі Hellas на Марсі, розташований на 50.8° південної широти й 105.7° східної довготи. Діаметр ≈ 111 км. Його названо було 1973 року на честь астронома Г.А. Тихова.

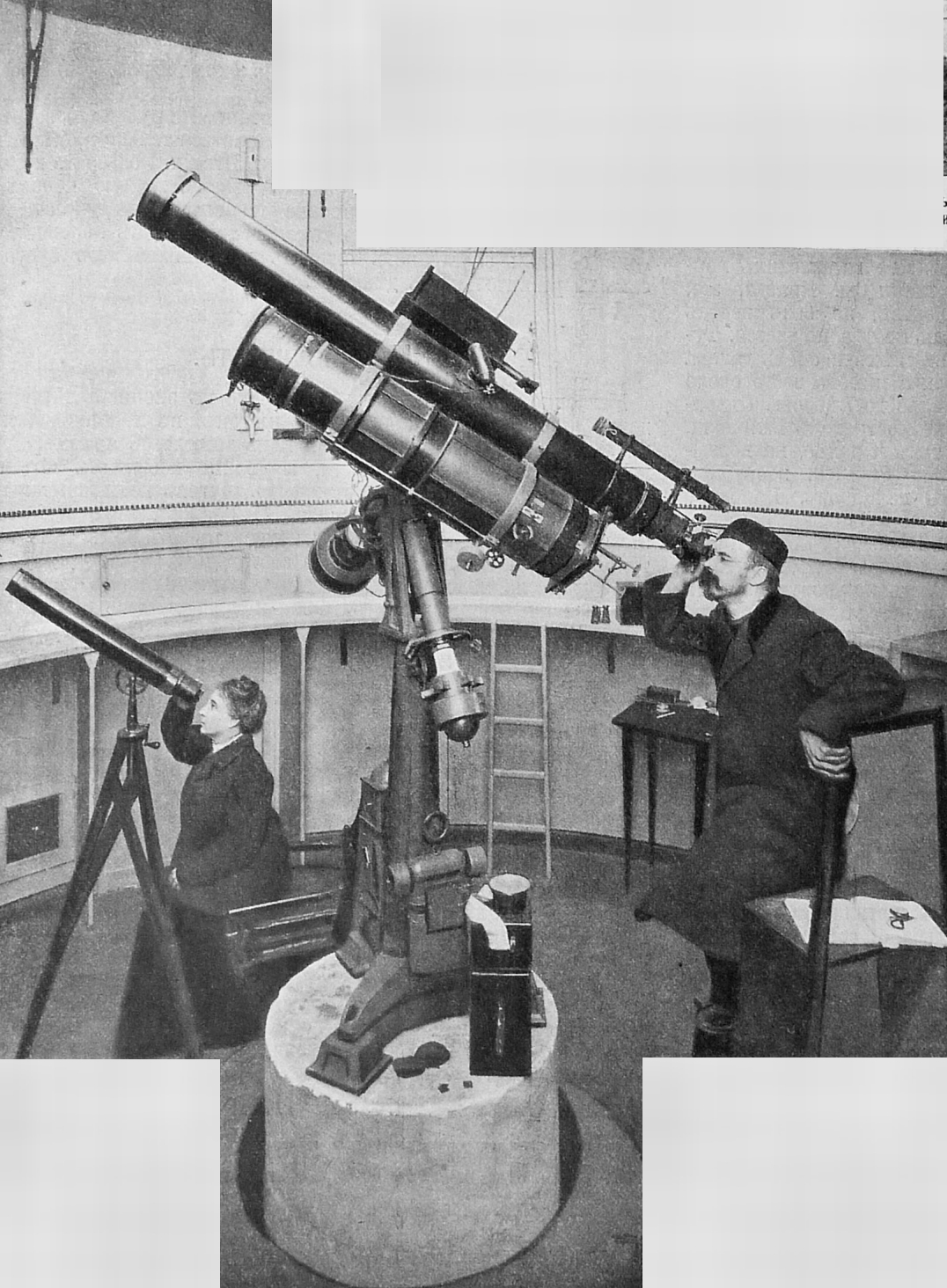
Тихов Гавриїл, радянський астроном, член-кореспондент АН СРСР і академік АН Казахської РСР.
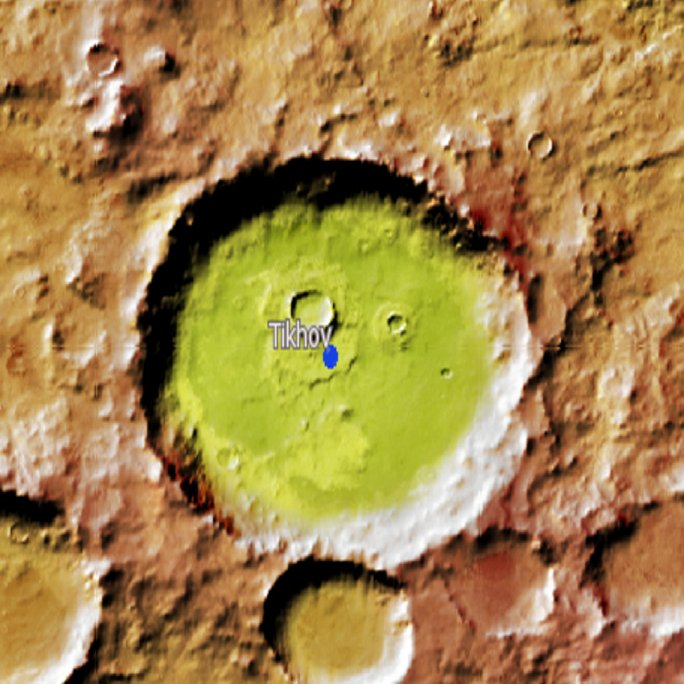
Топографічна мапа кратера Тихова.